# Lars Jonsson
Lars Jonsson (n. 1946) es un naturalista sueco que se especializa en la familia de las orquídeas, con énfasis en aquellas sin hojas; habiendo identificado y clasificado unas catorce nuevas especies, las que publica habitualmente en: Bot. Not.; Symb. Bot. Upsal.; Fl. Cameroun. Trabaja académicamente en el «Instituto de Botánica Sistemática», de la Universidad de Upsala.

## Algunas publicaciones
- 1973. Pollen Morphology in African Species of Swertia L. (Gentianaceae). Grana, 13: 2: 119 — 128 en línea (enlace roto disponible en Internet Archive; véase el historial, la primera versión y la última).

- l.a. Nilsson, l. Jonsson, l. Rason, e. Randrianjohany. 1985. Monophily and pollination mechanisms in Angraecum arachnites Schltr. (Orchidaceae) in a guild of long-tongued hawk-moths (Sphingidae) in Madagascar. Biol. J. of the Linnean Society, 26: 1–19. doi: 10.1111/j.1095-8312.1985.tb01549.x

- ----------------, -----------, -----------, --------------------. 1986. The pollination of Cymbidiella flabellata (Orchidaceae) in Madagascar: A system operated by sphecid wasps. Nordic J. of Botany, 6: 411–422. doi: 10.1111/j.1756-1051.1986.tb00897.x

- åsa Lind, l. Jonsson 2004. Din egen flora (Propia flora). Ed. Rabén & Sjögren, 109 pp. ISBN 9129661439, ISBN 9789129661439.

- La abreviatura «L.Jonss.» se emplea para indicar a Lars Jonsson como autoridad en la descripción y clasificación científica de los vegetales.[2]